# Primärwaffe

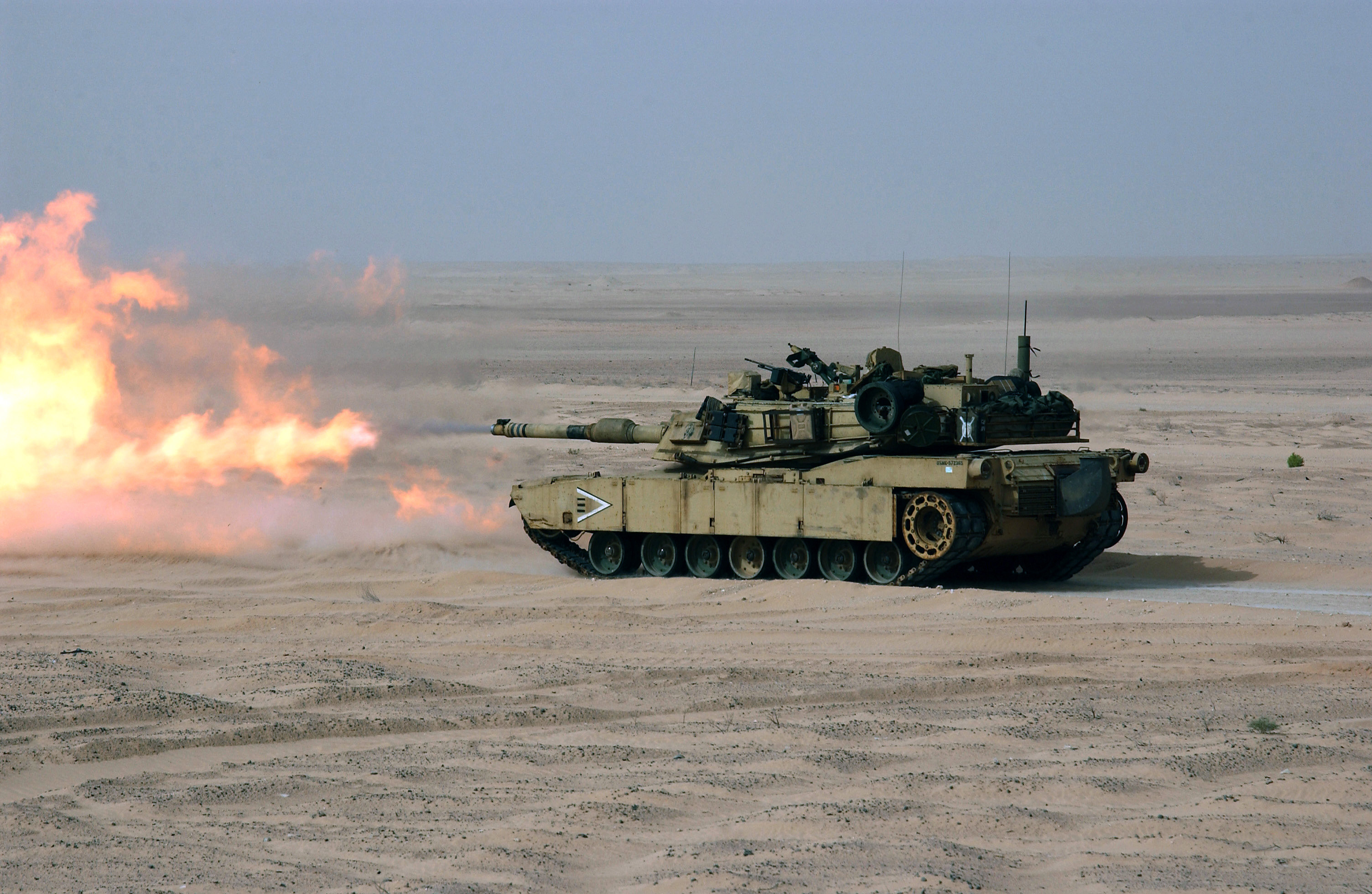
M1A1 Abrams feuert mit seiner Hauptwaffe, einer 120-mm-Glattrohrkanone L/44

Eine Primärwaffe (gebildet zum ursprünglich aus dem lateinischen entlehnten primär) oder Hauptwaffe (auch Hauptbewaffnung genannt) ist die hauptsächlich genutzte Waffe eines Waffenträgers, wobei der Waffenträger eine Person, ein mehrfach bewaffnetes Fahrzeug oder ein komplexes Waffensystem sein kann. Eine weitere, zusätzlich mitgeführte Waffe wird dann als Sekundärwaffe bezeichnet. Die Primärwaffe eines Waffenträgers definiert damit auch den Aufgabenbereich des jeweiligen Waffenträgers (z. B. Polizisten/Soldaten, Panzerfahrzeugs oder Waffensystems).
Beispielsweise führen Fußsoldaten meist ein Sturmgewehr oder ein Maschinengewehr, ihrer Aufgabe entsprechend, als Primärwaffe, bei Kampfpanzern handelt es sich bei der Primärwaffe üblicherweise um ein (panzerbrechendes) Geschütz.
Üblicherweise wird auch die stärkste Bewaffnung als Hauptwaffe bezeichnet – deutlich wird dies am Beispiel eines Polizisten. Die meisten Streifenbeamten tragen als Hauptwaffe eine kleine Handfeuerwaffe (Pistole), wenn darüber hinaus eine Maschinenpistole mitgeführt wird, wird diese dann zur Hauptwaffe.